# مكتبات الإسبرانتو
مكتبات الإسبرانتو هي مجموعة أعمال باللغة الاسبرانتوية.

## الخلفية
- شيدت مكتبة منتاجو بتلر للمواد الاسبرانتوية على يد جمعية الاسبرانتو البريطانية، وتحتوي المكتبة على 12500 كتاب وأرشيف وثائقي وارشيف صور ومواد سمعية مرئية، ومختلف التحف الفنية، وثمة فهرس إلكتروني تحت الإنشاء.
- تحتوي المكتبة الوطنية النمساوية في فيينا على أكبر مجموعة من المواد البحثية في اللغة الاسبرانتوية واللغات المركبة، وتحتوي المكتبة كذلك على متحف اسبرانتو العالمي الذي يحتوي على 35000 مجلد و3000 تحفة و5000 توقيع ومخطوطة و22000 صورة و1200 ملصق و40000 منشور. وقد بدأ مشروع في 1995 لوضع فهرس المكتبة على الإنترنت، ويمكنك البحث عن قاعدة البيانت التي تعرف كذلك بتروفانتو عن طريق موقع المكتبة.
- مؤسسة اسبرانتو العالمية التي تحافظ على مكتبة هيكتور هولدر في روتردام في هولندا، وتحتوي مجموعة هولدر ما يقارب الـ 200000 كتاب ومجموعة كبيرة من النشرات الدورية.
- أنشئ مركز التوثيق واستكشاف اللغة الدولية في لا شو دو فون في سويسرا عام 1967، ويعد جزء من مكتبة المدينة ويحتوي على أكثر من 20000 وحدة ببليوقرافية.
- أنشئ المتحف الدولي للسلام والتكافل في سمرقند في أوزباكستان عام 1986 وأداره نادي الصداقة الدولي، والهدف من المتحف هو زيادة السلام ووعي العالم، ويعرض المتحف ما يقارب الـ 20000 كتاب وقطعة فنية وتذكار من 100 دولة.
- أنشئ المتحف الاسباني الاسبرانتوي في سان بابلو دي وردال في سبانيا عام 1963 عندما بدأ السيد ل. م. هيرناندز يزال في جمع المنشورات الاسبرانتوية على نحو منهجي، ولم يصبح متحف الا في عام 1968، وفي عام 1993 أدرج الفهرس الإلكتروني 8400 كتاب و12315 كتب سنوية من 2485 نشره دورية.
- تتكون المكتبة الألمانية الاسبرانتوية في الن في ألمانيا من مجموعة تحتوي على أكثر من 11000 قطعة.
- تعد مؤسسة سيزار فانبيرفليت جزء من مكتبة المدينة العامة في كورتريك في بلجيكا، وتحافظ المؤسسة على مجموعة متكونة من 10000 كتاب ونشرة دورية بشكل قانوني.
- تعد مجموعة فاجسزي الاسبرانتوية في بودابست في المجر إحدى تلك المجموعات التي بدأت من عمل شخص واحد وهو كارولي فاجسزي والذي بدأ التجميع في سبعينيات القرن الماضي، وفي عام 1991 نشر فهرس للمجوعة متكون من 542 صفحة.
- أنشئت مكتبة وأرشيف سبرانتو الوطنية في ماسا في إطاليا عام 1972 وأدت دور مكتبة الاتحاد الاسبرانتو الإيطالي، وفي عام 1994 أصبحت المجموعة المتكونه من 7250 مجلد جزء من أرشيف ماسا الوطني وأتيح للعامة.
- يعد متحف إسبرانتو الوطني في غراي في فرنسا أرشيف عام بمعرض إسبرانتوي دائم.
- تحتوي مجموعة جورج الآن كونور الاسبرانتوية في جامعة أوريغون على العديد من العناوين المفهرسة في دليلها الببليوغرافي ويدعى فهرس مجموعة جورج الآن كونور الاسبرانتوي.
- يحتوي قسم مجموعات جامعة جنوب فلوريدا – تامبا على مجموعة كبيرة من المنشورات الاسبرانية المبكرة وتشتمل على النسخة الاسبرانتوية الأولى لكارل تشابيك أر. يو.أر الصادرة عام 1926 والمنشورات المبكرة لمؤسسة اللاوطنية الدولية.
- أنشئت المجموعة الاسبرانتوية لالن س. بوستشين عام 2015 في مجموعات ديو بايوس الخاصة وأرشيف الجامعة في جامعة ماساتشوستس في أمهرست بدأت بمجموعة كتب ومنشورات بطول 5 متر وتسعى جاهده للحصول على المزيد من المساهمات.

## وصلات خارجية
- مكتبة هيكتور هودلر
- مكتبة مونتاجو بتلر
- مكتبة النمسا الوطنية
- مكتبة جامعة جنوب فلوريدا تامبا